# Edmond De Vigne
Edmond De Vigne (* 4. August 1842; † 25. April 1918) war ein belgischer Architekt des Historismus, dessen Werk in Belgien und Frankreich zeittypische Spielarten des Eklektizismus repräsentiert.

## Biographie
Er war der Sohn des Félix De Vigne und Vater der Bildhauer Pierre und Paul De Vigne. Edmond De Vigne studierte an der Akademie von Gent, bevor er sich in Brüssel niederließ.
De Vigne arbeitete seit deren Gründung 1878 mit an der Revue L’Émulation.

## Werke
- Wohnhäuser im Quartier Notre-Dame-aux-Neiges in Brüssel (1874)
- Ensemble von Häusern in der „Rue du Hainaut“ in Gent im Quartier Nederschelde (1883), in Zusammenarbeit mit dem Ingenieur Edouard Zollikofer.
- Badeanstalt Van Eyck, im Stil der Neorenaissance, im Quartier Nederschelde in Gent (1886).
- Das Typhonium, eine Villa im neoägyptischen Stil, in Wissant (1891), für das Malerpaar Adrien Demont und Virginie Demont-Breton.
- Théâtre royal Flamand, im Stil der Renaissance, Gent (1897–1899), genannt das Grande Maison, 1987–1993 renoviert. Das Mosaik des Tympanons („Apollo und die Musen des Parnass“) wurde nach Entwürfen des belgischen Künstlers Constant Montald (1862–1944) gestaltet.
- Kommandozentrale der „Compagnie mutuelle des tramways“ in der „Rue du Marais“ in Brüssel (1898): heute abgerissen.
- Château de Val Duchesse, im klassischen Stil, in Auderghem (1903–1911).
- Ensemble dreier Häuser mit den Nummern 6, 8 und 10 in der „Avenue Palmerston“ in Brüssel (erbaut 1900, 1896 und 1895, abgerissen 1960)

## Galerie

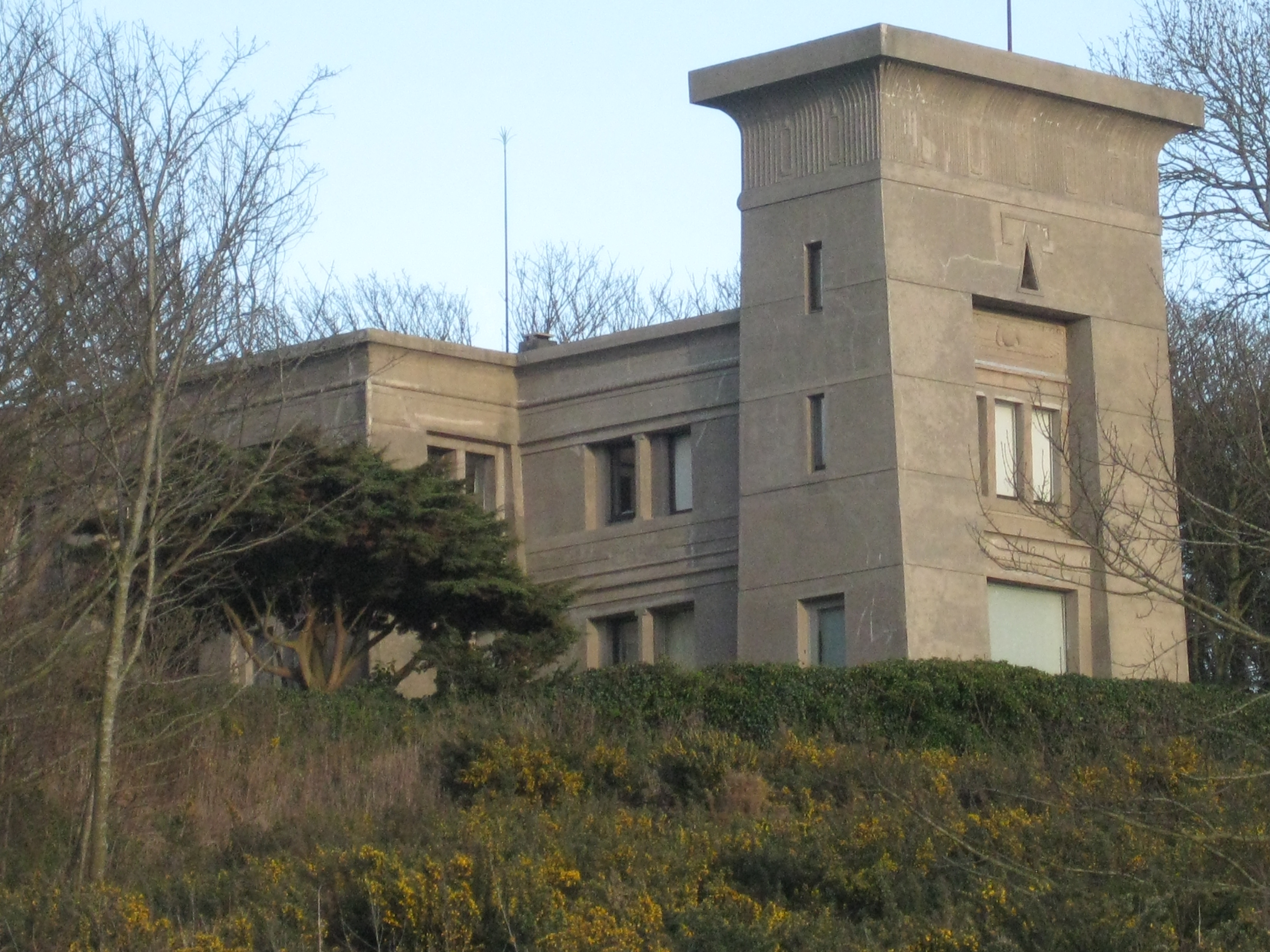
Typhonium in Wissant (1891)
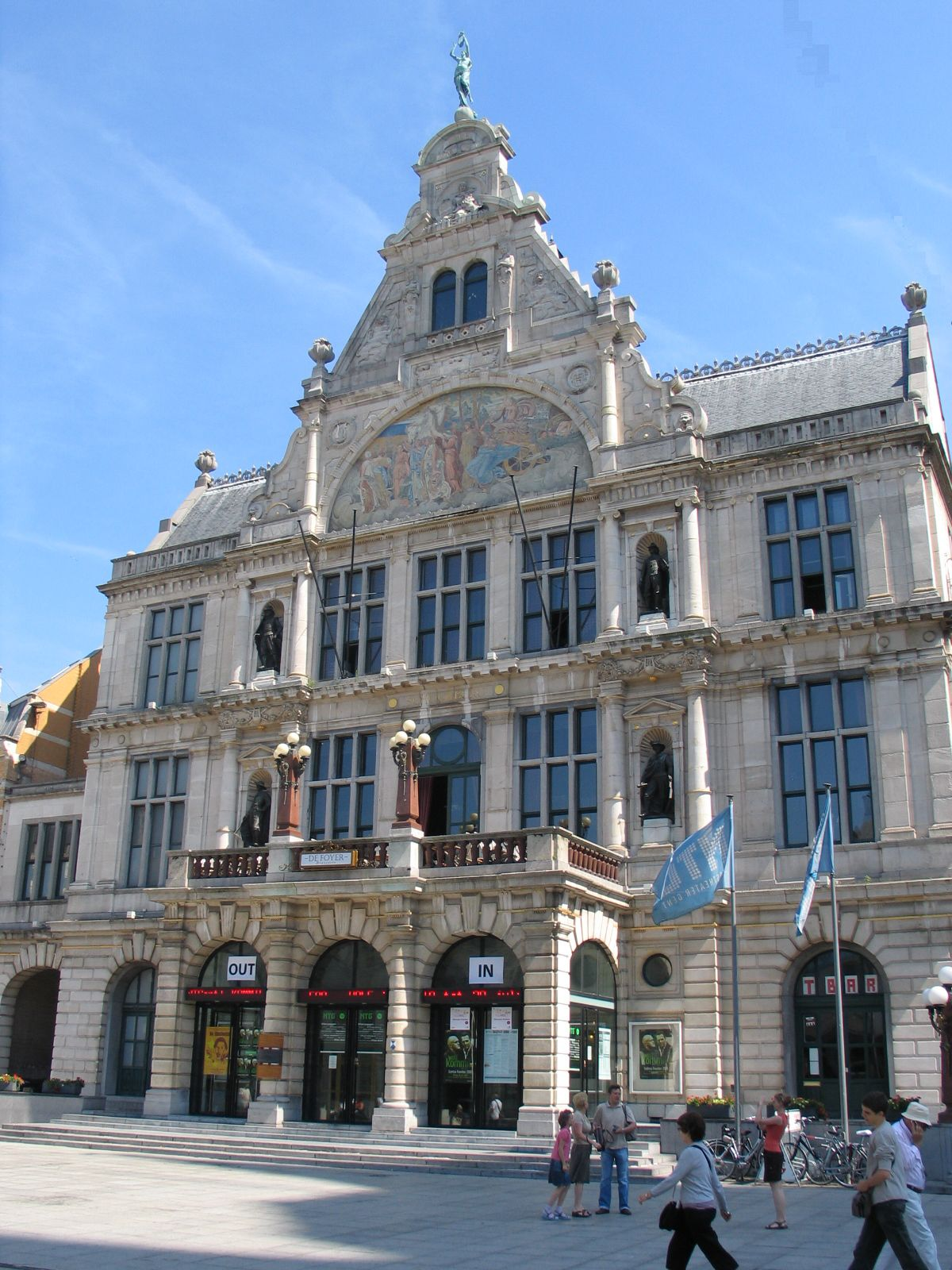
Théâtre royal Flamand in Gent (1897–1899)
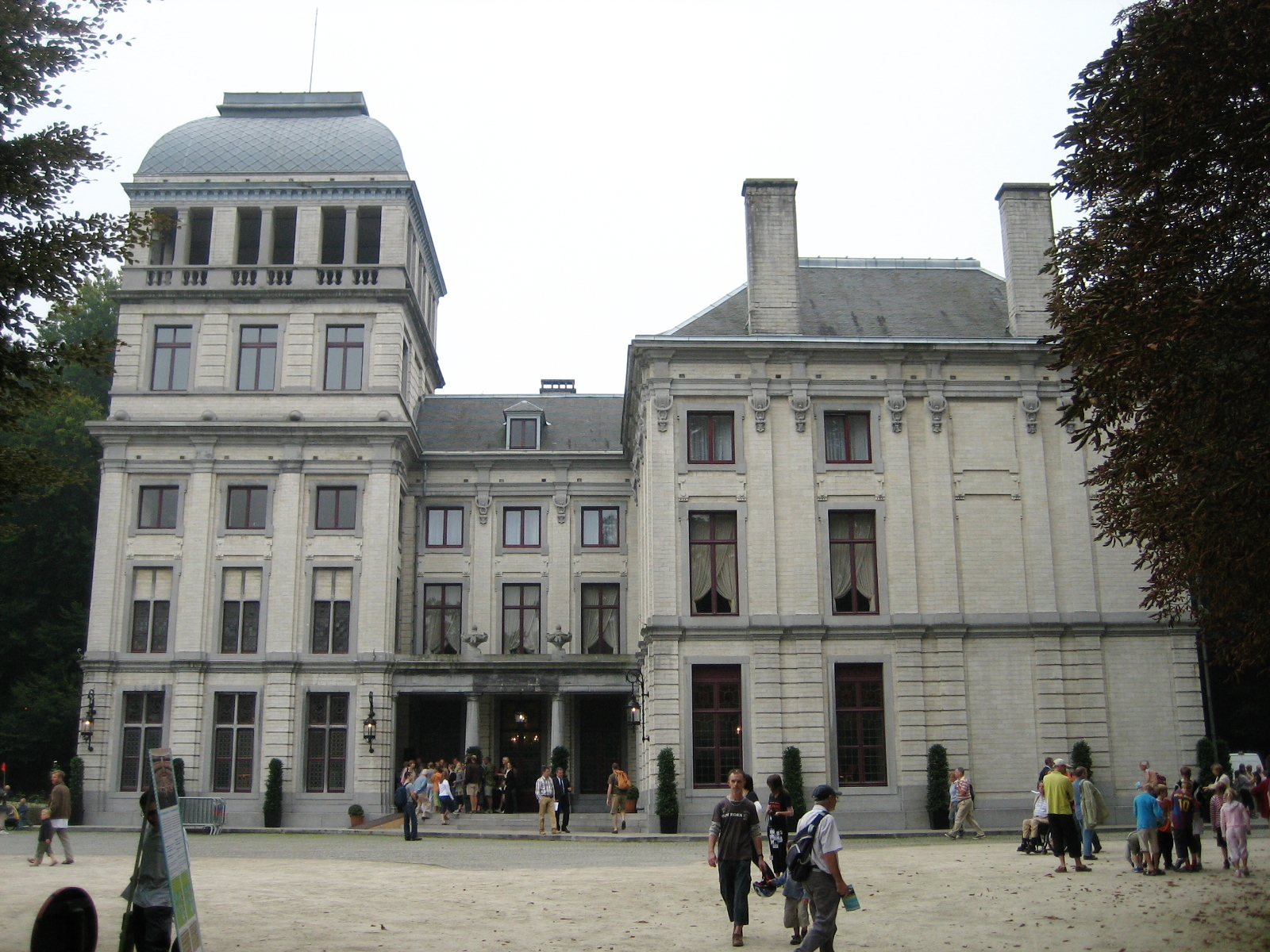
Château de Val Duchesse in Auderghem (1903–1911)